# Giulio Dressino
Giulio Dressino (Gallarate, 5 novembre 1992) è un canoista italiano, specializzato nella prova del K2 1000.

## Biografia
Ha rappresentato l'Italia ai Giochi della XXXI Olimpiade ai Giochi olimpici di Rio de Janeiro 2016, nei concorsi del K2 1000 metri, in coppia con Nicola Ripamonti, e del K4 1000 metri, in squadra con Mauro Crenna, Nicola Ripamonti e Alberto Ricchetti, ottenendo il sesto posto nel k2 e il quattordicesimo posto nel k4.